# Pfäffikon SZ
| SZ ist das Kürzel für den Kanton Schwyz in der Schweiz. Es wird verwendet, um Verwechslungen mit anderen Einträgen des Namens Pfäffikon zu vermeiden. |

Pfäffikon ist der Hauptort der politischen Gemeinde Freienbach im Kanton Schwyz und ist mit mehr als 7500 Einwohnern der grösste Ortsteil von Freienbach. Ausserdem bildet Pfäffikon zusammen mit Wollerau den Hauptort des Bezirkes Höfe und gilt als Zentrum der Region Ausserschwyz. Pfäffikon liegt in der zu realisierenden Agglomeration Obersee.
1848 verlor Pfäffikon die Eigenständigkeit und wurde in die Gemeinde Freienbach eingegliedert. Pfäffikon gehört zusammen mit Wilen SZ, Freienbach, Bäch SZ und Hurden zur Gemeinde Freienbach. Als Verkehrsknoten ist Pfäffikon schon immer der wichtigste dieser fünf Orte.
Das frühere Bauerndorf ist heute Wirtschafts-, Dienstleistungs-, Schul-, Kultur- und Freizeitzentrum. Die beiden Gemeindehäuser Schloss und Dorf, Sitz der Behörden und der Verwaltung der Gemeinde Freienbach, befinden sich in Pfäffikon. Darüber hinaus beherbergt Pfäffikon eine Kantonsschule sowie eines der beiden Verkehrsämter und eine der vier Stützpunktfeuerwehren des Kantons Schwyz.

## Geografie

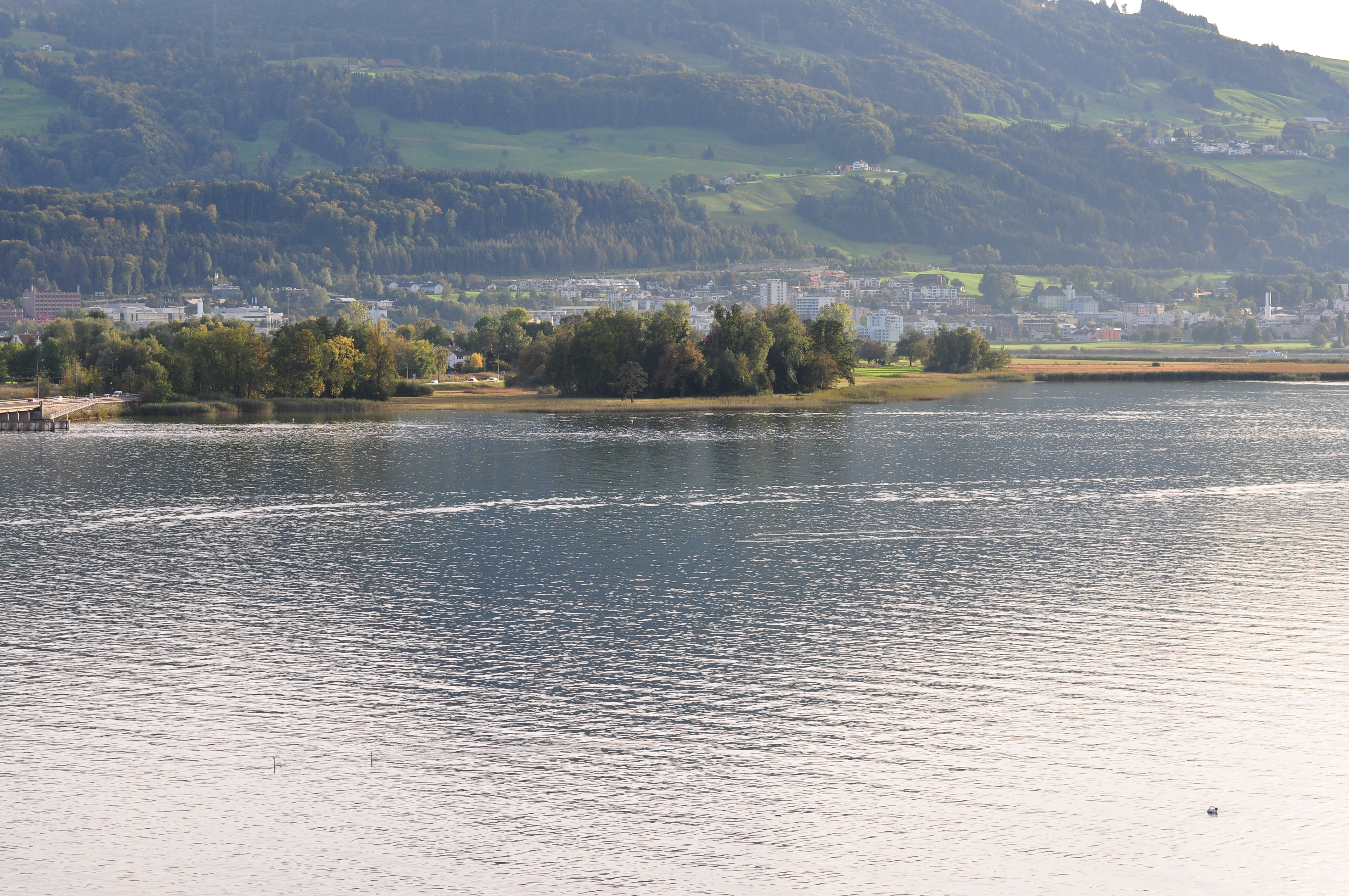
Lage von Pfäffikon zwischen dem Zürichsee und dem Berg Etzel

Pfäffikon SZ (nicht zu verwechseln mit Pfäffikon ZH im Zürcher Oberland) liegt am linken Ufer des Zürichsees am Fusse des Etzel. Eine Verbindung zur gegenüberliegenden Seeseite besteht über die Halbinsel Hurden und den Seedamm von Rapperswil. Gegen Süden erstreckt sich Pfäffikon bis hinauf zum Etzelpass. Somit war Pfäffikon schon immer ein Verkehrsknoten entlang dem Zürichsee einerseits und von Rapperswil-Jona Richtung Einsiedeln andererseits. Pfäffikon und die Gemeinde Freienbach werden heute als Teil der Grossagglomeration Zürich betrachtet.
Neben der Gemeinde Schwyz bildet Pfäffikon das zweite, nördliche Zentrum des Kantons, denn der Kantonshauptort ist über die Hügelzüge der Voralpen relativ schlecht erreichbar (via Biberbrugg–Rothenthurm). Daraus ergibt sich auch, dass sich Pfäffikon eher nach Zürich und Schwyz sich zur Innerschweiz hin orientiert.

## Geschichte
| Jahr       | Name         |
| ---------- | ------------ |
| 965        | Phaffinchova |
| 1217–1222  | pfaffinkon   |
| 1259       | Phefincon    |
| 1303       | Pfaffichon   |
| 1306       | pfeffinkon   |
| 1330–1370  | pfeffikon    |
| 1379–1848  | Pfeffikon    |
| 1848–jetzt | Pfäffikon    |

### Name
Pfäffikon wurde urkundlich erstmals als Pfaffinchova («Pfäffinghoven») erwähnt. «Pfaff» ist ein Ehrentitel für Papa oder Vater (bzw. Pater, Priester). Pfäffikon wurde auch «zum Spycher» benannt, weil das Kloster Einsiedeln hier von seinen Gütern und Zehntenpflichten einkommende Früchte aufbewahrte.

### Wappen
Pfäffikon besass früher zunächst ein Statthalterwappen und ab 1803 ein Bezirkswappen. Das Statthalterwappen wurde von ca. 1250 bis 1803 verwendet. Bei der Einführung des Bezirks Pfäffikon im Jahr 1803 erhielt der Bezirk ein neues Wappen. Das Bezirkswappen wurde 1848 wieder aufgegeben, als die beiden Bezirke Pfäffikon und Wollerau zum neuen Bezirk Höfe zusammengelegt wurden.

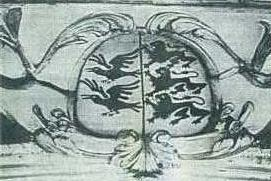
Statthalterwappen Pfäffikon. Blasonierung: Gespalten, rechts in Gold drei rote Löwen, links in Rot zwei schwarze Raben.
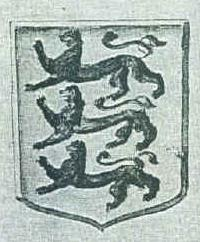
Bezirkswappen Pfäffikon. Blasonierung: In Gold drei rote Löwen.

### Prähistorische Besiedelung
Bereits um 3000 v. Chr. lebten Menschen am Seeufer in Pfahlbauten. In der Bronzezeit gab es Holzstege zur gegenüberliegenden Seite des Zürichsees (siehe Brücken zwischen Rapperswil und Hurden).

### Mittelalter und frühe Neuzeit

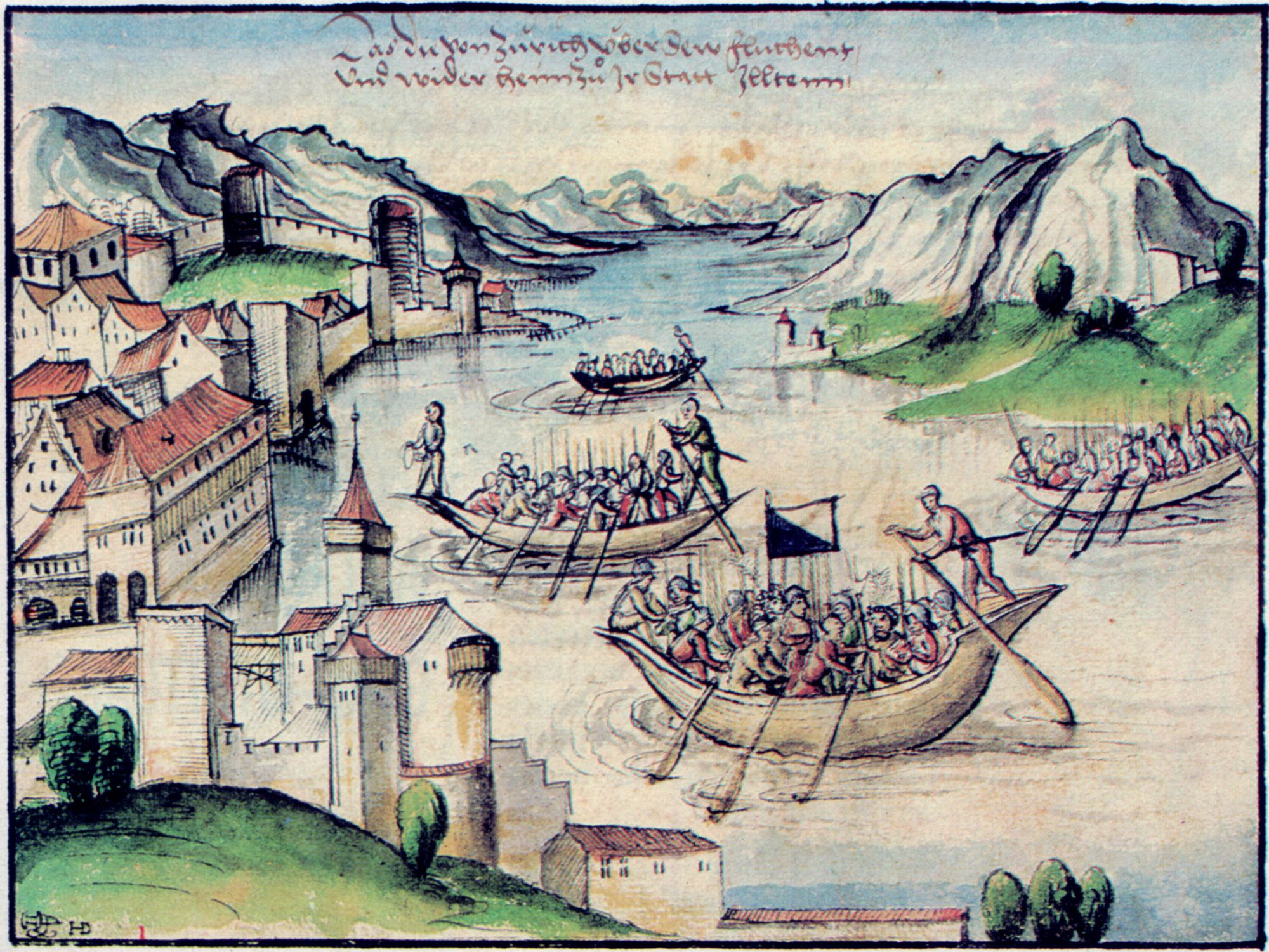
Rückzug der Züricher über den See im November 1440

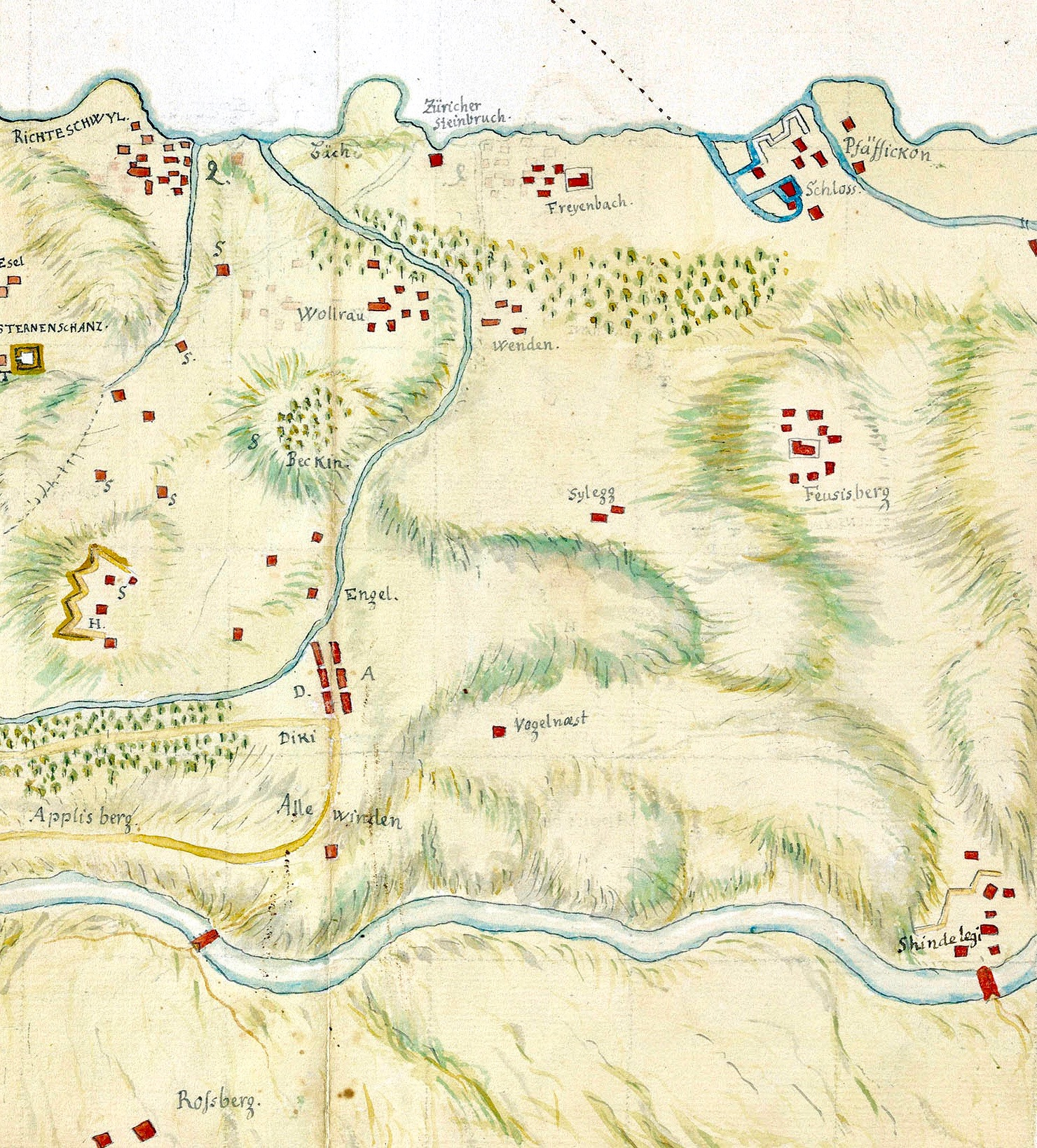
Ausschnitt aus einer Karte aus dem Jahr 1712, Pfäffikon oben rechts

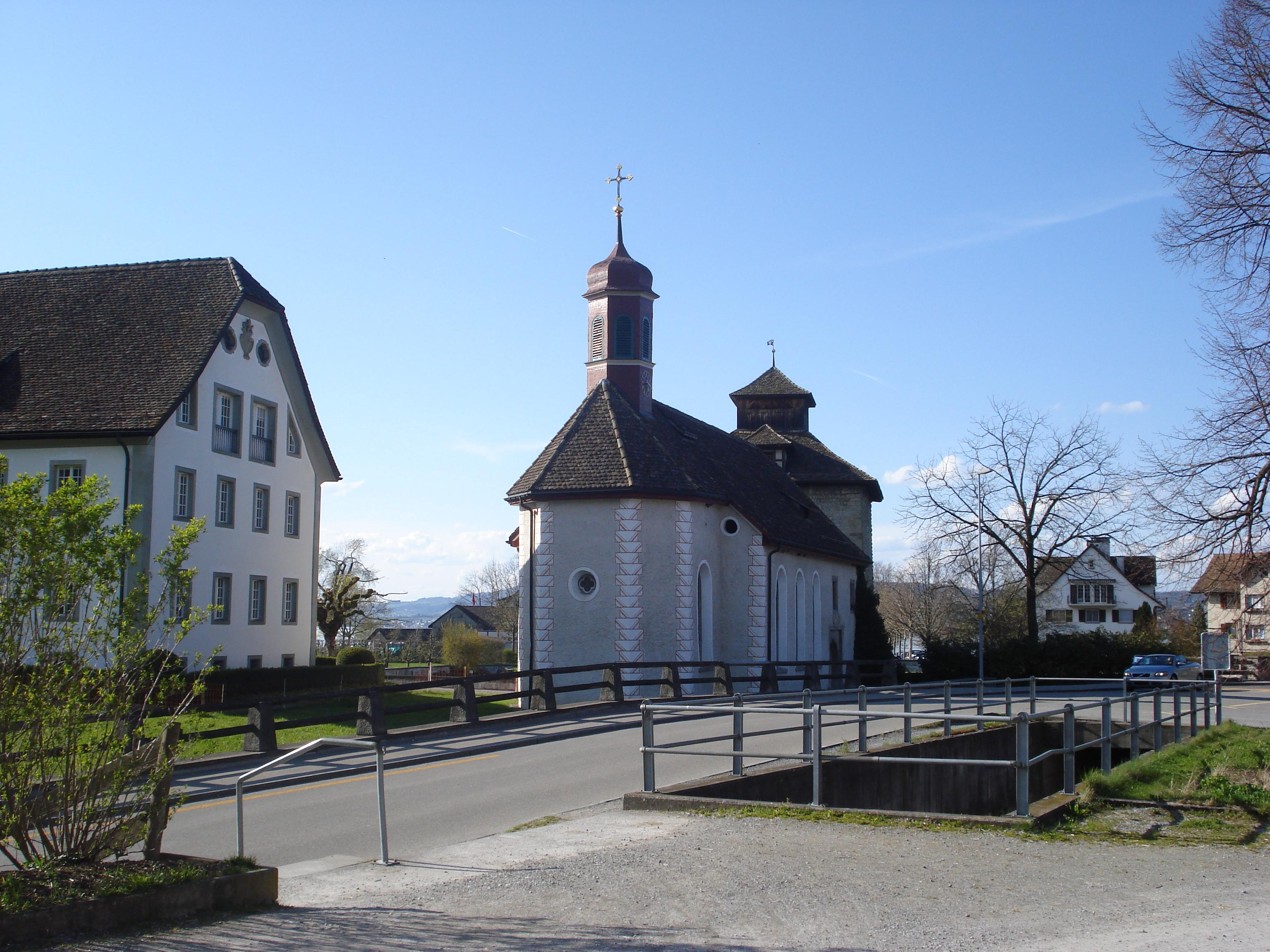
Die Statthalterei Pfäffikon (links) und die Schlosskapelle

Im Mittelalter (ca. 600 n. Chr.) entstand ein Dorf entlang dem Dorfbach. Die erste urkundliche Erwähnung findet man aus dem Jahr 965. Damals wurden die Insel Ufnau, die Ländereien von Pfäffikon, Uerikon und die Kirche von Meilen, welche alle Untertanen des Kaisers Otto I. waren, dem Kloster Einsiedeln geschenkt. Da dieses aber nicht Kriege führen durfte, wurden Schirmherrschaften für Pfäffikon gesucht. 1144 und 1283–1323 war der Graf von Rapperswil der Schirmherr von Pfäffikon, 1323 ging die Schirmvogtei an die Habsburger. 1342, als das Dorf wieder den Rapperswilern gehörte, verpfändet Graf Johann II. von Rapperswil die Schirmvogtei Pfäffikon für 400 Mark Silber an Jakob Brun, den Bruder des Bürgermeisters von Zürich. Darum wurden ab 1336 die Pfäffiker in die Kämpfe zwischen Zürich und Rapperswil verwickelt.
Nach dem Krieg in Dättwil gegen die Habsburger wurden die Höfe und die March an die Herzoge Rudolf, Friedrich, Albrecht und Leopold von Österreich verkauft. In den Näfelskriegen wurde Pfäffikon von den österreichischen Rapperswilern erneut überfallen und viele Häuser wurden niedergebrannt.
Am 1. April 1389 übernahm die Stadt Zürich die Schirmvogtei von Pfäffikon. Nach dem Tod des letzten Toggenburger Grafen Friedrich VII., erwarben die Schwyzer Uznach, den Gaster sowie die March und sichern so die Sperre zum weiteren Vordringen der Zürcher in Richtung der Bündner Pässe. Die Zürcher wurden am 5. Mai 1439 bei einem Kampf am Etzel zurückgeschlagen.
Am 4. November 1440 drohte ein erneuter Kampf bei Pfäffikon um die Statthalterei Pfäffikon. Die Zürcher räumten den Platz, den die Schwyzer sogleich besetzten. Am 1. Dezember, zum Frieden von Kilchberg, musste Zürich die beiden Höfe an Schwyz abgeben. Die Zürcher liessen diesen Verlust nicht auf sich sitzen und versuchten 1443 (→ Schlacht bei Freienbach), 1445 (→ Schlacht bei Wollerau), 1529/1531 im ersten sowie dem zweiten Kappelerkrieg, sowie 1656 auch im Ersten Villmergerkrieg erfolglos, Pfäffikon zurückzuerobern.
Am 18. Februar 1798 erklärt Schwyz auch die Höfner als freie, gleichberechtigte Landsleute. In der Helvetik waren die Höfe von 1798 bis 1803 in den Distrikt Rapperswil im Kanton Linth eingegliedert. Während dieser Zeit litten die Pfäffiker unter diesen Umständen. Leiden wie z. B. Einquartierung, Raub, Plünderungen, Erpressung, Brandstiftung, Tötung und anderes durch französische und österreichische Truppen mussten sie über sich ergehen lassen. In Pfäffikon betrug der Schaden über 24'000 Gulden (2'400'000 Fr.). Wegen dieser Schäden mussten viele Pfäffiker ihr Land an Zürcher verkaufen.

### Bezirk Pfäffikon
Mit dem Ende der Mediation 1813 sah das Alte Land Schwyz die Gelegenheit gekommen, die vor 1798 genossene Souveränität wieder zu erlangen. Im Januar 1814 beschloss der Kantonsrat die Auflösung der Kantonalregierung. Dies liessen sich die ehemaligen Untertanengebiete von Pfäffikon, March, Einsiedeln und Küssnacht nicht gefallen und sprachen sich vom Alten Land los. Es kam 1830/1831 zur Bildung des Kantons «Schwyz äusseres Land», der sich in seiner Verfassung von 1832 diese vier Bezirke gab.
Die 1833 in Zürich abgehaltene Tagsatzung wollte die Spaltung des Kantons Schwyz nicht akzeptieren. Stattdessen liess man Schwyz militärisch besetzen und unter diesem Druck eine zeitgemässere Verfassung für den Kanton ausarbeiten. In der Folge wurden Inner- und Ausserschwyz wiedervereint. Die Verfassung des wiedervereinten Kantons von 1833 führte die vier Bezirke von 1832 weiter. Der Bezirk Pfäffikon besteht unter diesem Namen bis 1848, als er in Höfe umbenannt wird, gleichzeitig wird der Ort Pfäffikon Teil der Gemeinde Freienbach.

### Ab 1849
1848 wurde der Staat neu entworfen. Mit der neuen Schwyzer Kantonsverfassung wurden die Bezirke Pfäffikon und Wollerau in drei Gemeinden aufgeteilt: Freienbach, Feusisberg und Wollerau. Bis Ende 19. Jahrhundert waren aber einige Feusisberger und Wollerauer Politiker für eine Kreisgemeinde Pfäffikon. Der Vorschlag wurde im Kantonsrat nicht angenommen. 1898 wurde Pfäffikon infolge der neuen Kantonsverfassung nebst Wollerau wieder alle vier Jahre Bezirkshauptort der Höfe für zwei Jahre. Die Schlossmühle im Dorf wurde 1938 gekauft, um die Gemeindeverwaltung nach und nach zu erweitern. Das Gemeindehaus (Schlossmühle) wurde bis heute mehrfach renoviert. 1965 feierte man mit verschiedenen Veranstaltungen die Tausendjahrfeier Pfäffikons.

### Industrialisierung
In der Geschichte von Pfäffikon sorgte lange Zeit das Kloster Einsiedeln für das Wohl des Ortes und seiner Einwohner. Mit dem Ausbau der Autobahn A3 im Jahr 1968 bis nach Pfäffikon stieg die Einwohnerzahl kontinuierlich nach oben. Zwei Jahre nach der Autobahneröffnung entschied sich der Kanton für eine Zweigstelle des kantonalen Verkehrsamts in Pfäffikon. 1974 entstanden auf Korporationsland nacheinander das Seedamm-Center, Alpamare und das Kulturzentrum. Die Korporation Pfäffikon schenkte 1971 dem Kanton 15’000 Quadratmeter Land für die im äusseren Kantonsteil geplante Kantonsschule, diese wurde 1975 eingeweiht. Wegen der immer tieferen Steuersätzen zogen nationale und internationale Firmen nach Pfäffikon. So wurde das Industrie- und Gewerbegebiet immer mehr ausgebaut.

## Entwicklung
| Jahr | Einwohner |
| ---- | --------- |
| 1743 | ca. 600   |
| 1833 | 2079      |
| 1960 | 2582      |
| 1970 | 4090      |
| 1980 | 4279      |
| 1990 | 4950      |
| 2003 | 6400      |
| 2007 | 7106      |
| 2017 | 7265      |
| 2023 | 7591      |

### Bevölkerungsentwicklung
Der Bevölkerungszuwachs verwandelte das ehemalige Dorf am Zürichsee zu einer Kleinstadt mit Zentrumsfunktion. Vor allem in den 1960er und den 1990er Jahren stieg die Zahl der Einwohner an. Heute ist Pfäffikon mit über 7500 Einwohnern einer der grösseren Orte im Kanton Schwyz.

### Städtebauliche Entwicklung
Durch die verdichtete Bebauung grösserer Gebiete wie die Gebiete um den «Roggenacker», «Huob» oder «Rietbrunnen» entstanden in kurzer Zeit neue Quartiere, mit mehrgeschossigen Hochhäusern bis zu Villen im «Hurdnerwäldli».

### Dorfgemeinschaft Pfäffikon
Gegründet wurde die Dorfgemeinschaft Pfäffikon (DGP) am 28. Oktober 1981 von einigen Bewohnern mit dem Ziel, das Dorf weiterzubringen. Heute tagt die sie regelmässig und diskutiert neue Vorstösse zuhanden der Gemeinde. Bis jetzt konnte vieles umgesetzt werden, wie z. B. «Tempo 30», Neugestaltung des Dorfplatzes oder der Weihnachtsmarkt. Die Dorfgemeinschaft organisiert ausserdem jedes Jahr den Räbeliechtliumzug sowie das «Kino am See».

## Wirtschaft

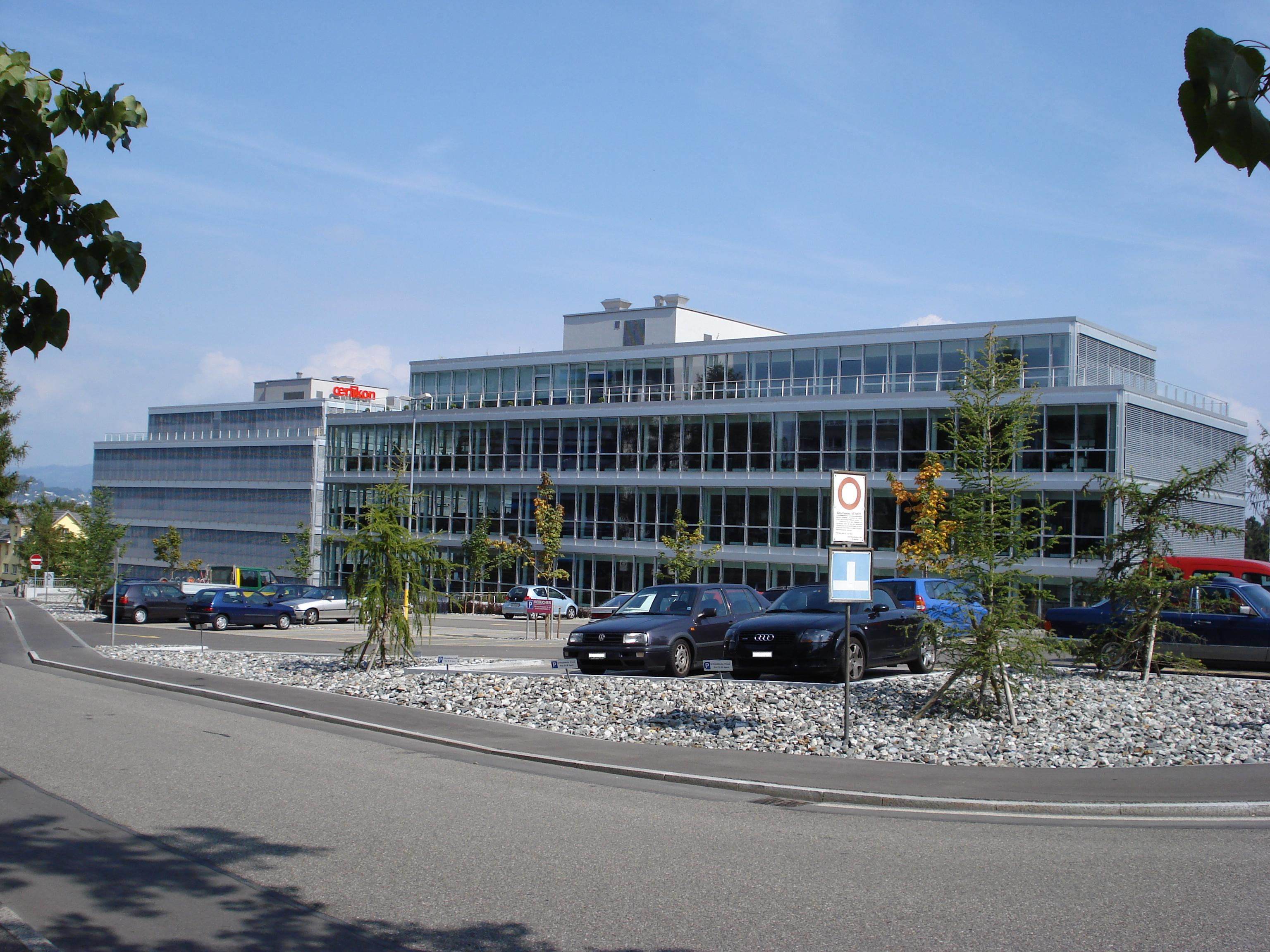
OC Oerlikon und die LGT

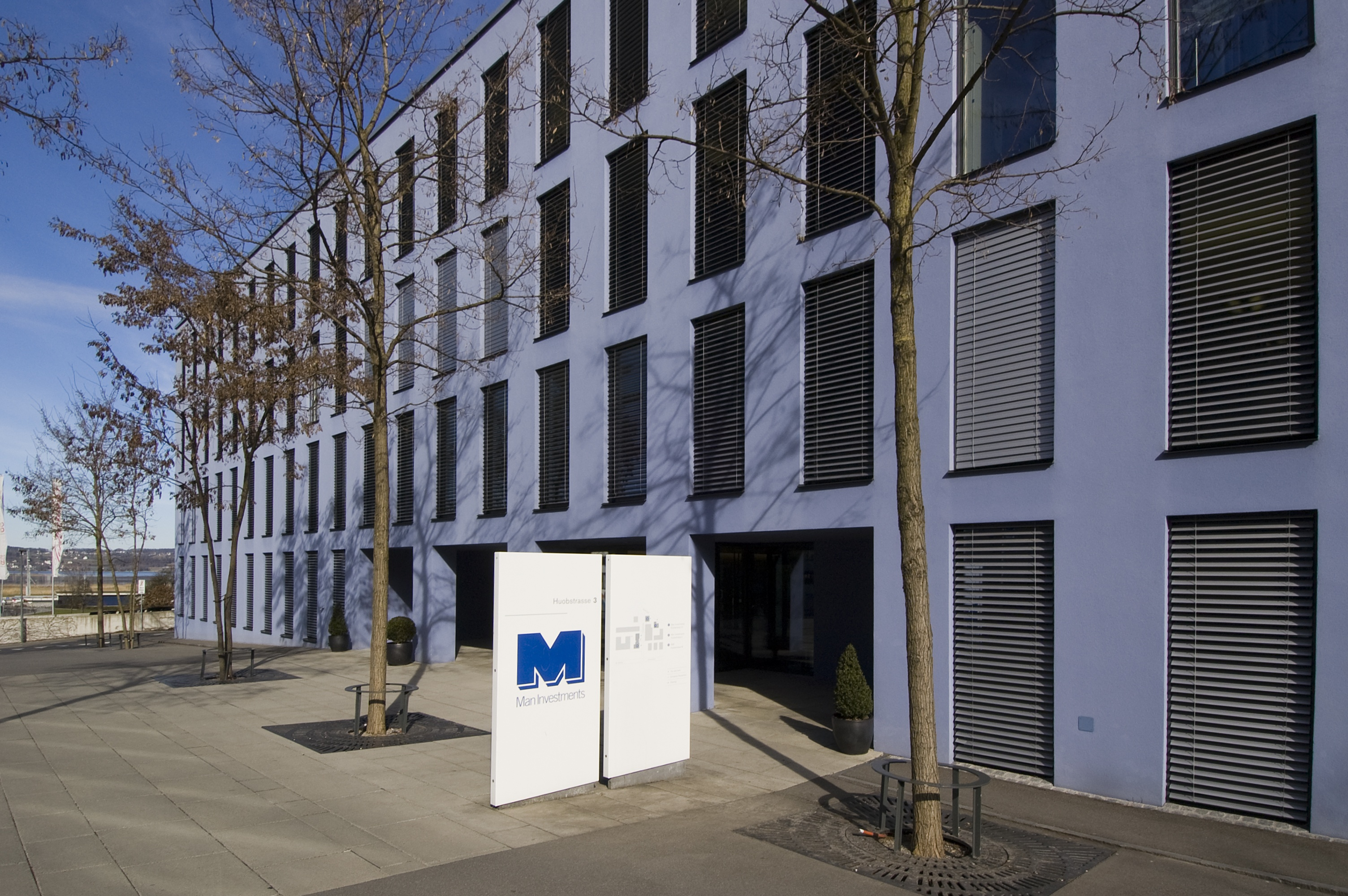
Man Group

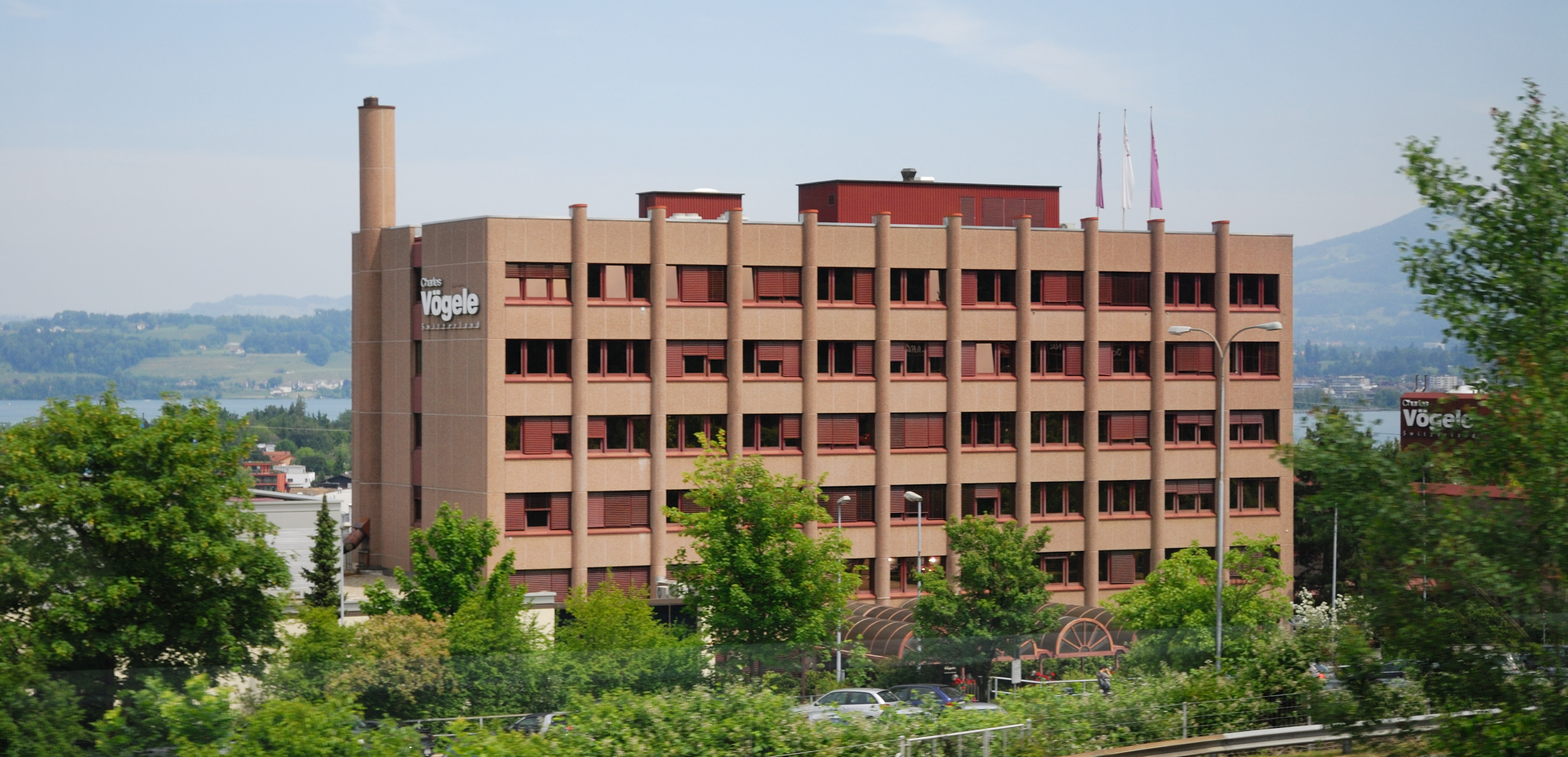
Hauptsitz Charles Vögele

Der Nähe zu Zürich sowie den tiefen Steuersätzen verdankt Pfäffikon seine Stellung als wirtschaftliches Zentrum des Kantons Schwyz. Der Wirtschaftsboom begann in Pfäffikon in den 1990er Jahren, als die eidgenössische Bankenkommission die Regeln lockerte. Daraufhin verlegten mehrere Finanzinstitute ihren Sitz nach Pfäffikon. Seit Anfang der 2000er Jahre hat sich Pfäffikon zu einem bedeutenden Finanzplatz entwickelt, insbesondere als Standort von Hedgefonds-Gesellschaften. Geschätzte 100 Milliarden Franken werden von Pfäffikon aus gemanagt. Pfäffikon gilt als eines der bedeutendsten Hedgefonds-Zentren der Welt, nach New York und Shanghai liegt Pfäffikon auf dem dritten Rang.
Die grössten und weltweit bekanntesten Firmen am Ort sind:
- OC Oerlikon
- Man Group
- Pamasol
- LGT Capital Partners

Weitere bekannte Firmen mit Sitz in Pfäffikon sind:
- Glacier Reinsurance
- Charles Vögele Gruppe
- die Markant AG

Mit einer Niederlassung in Pfäffikon sind vertreten:
- die Schwyzer Kantonalbank
- die Credit Suisse
- die Raiffeisen Schweiz
- die Bank Linth LLB
- die Migros Bank
- die UBS

In Pfäffikon befindet sich das Kongresshotel Seedamm-Plaza samt Casino.

## Infrastruktur

### Verkehr

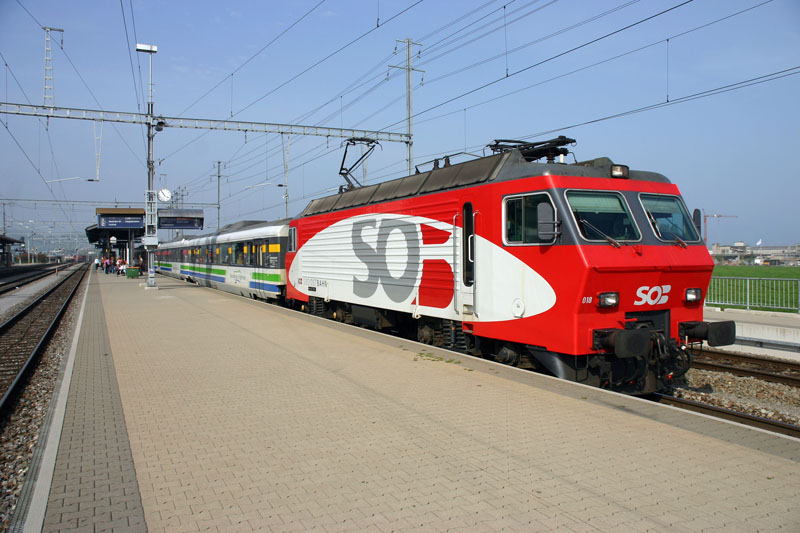
Voralpen-Express in Pfäffikon

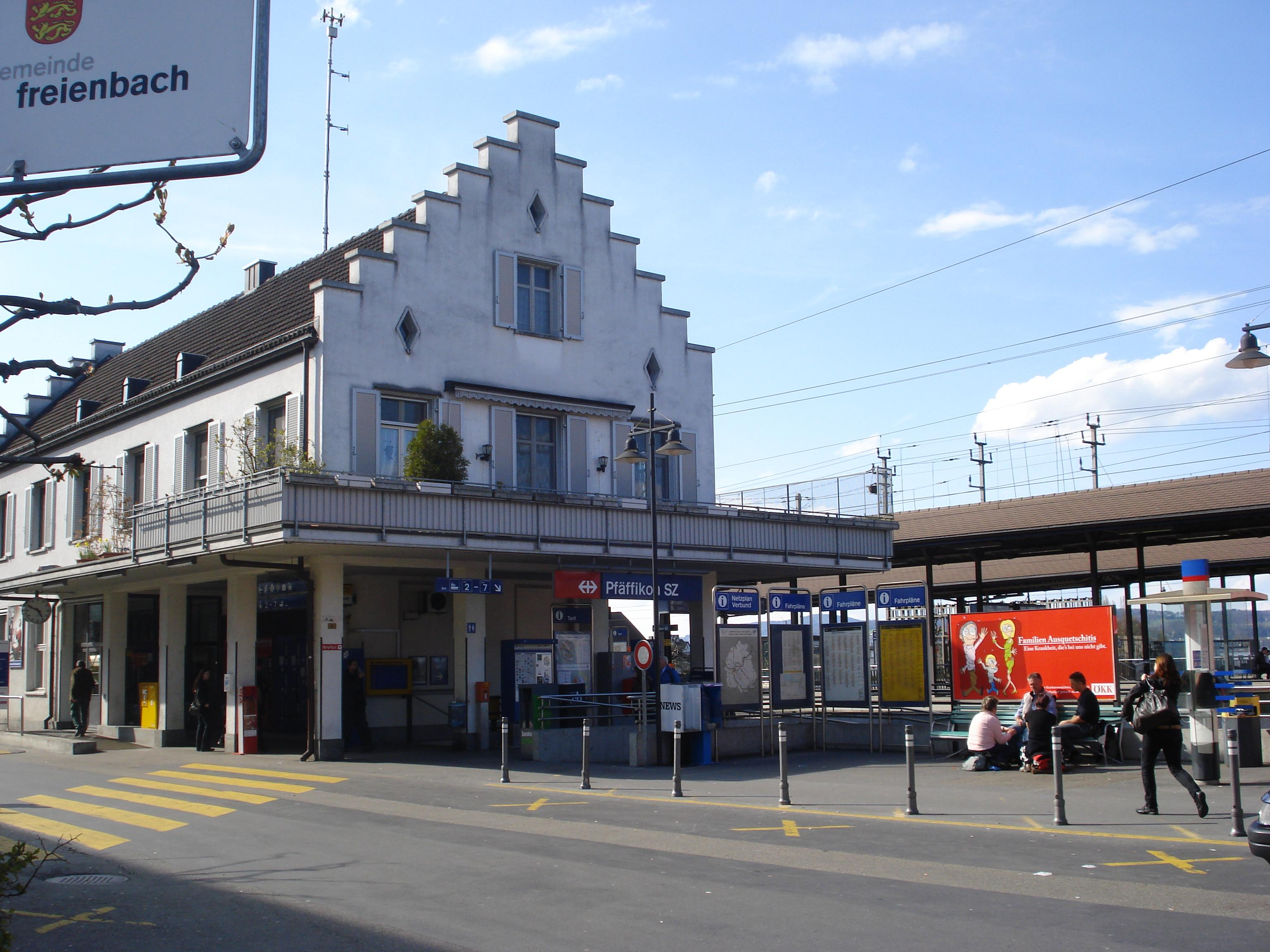
Bahnhof Pfäffikon

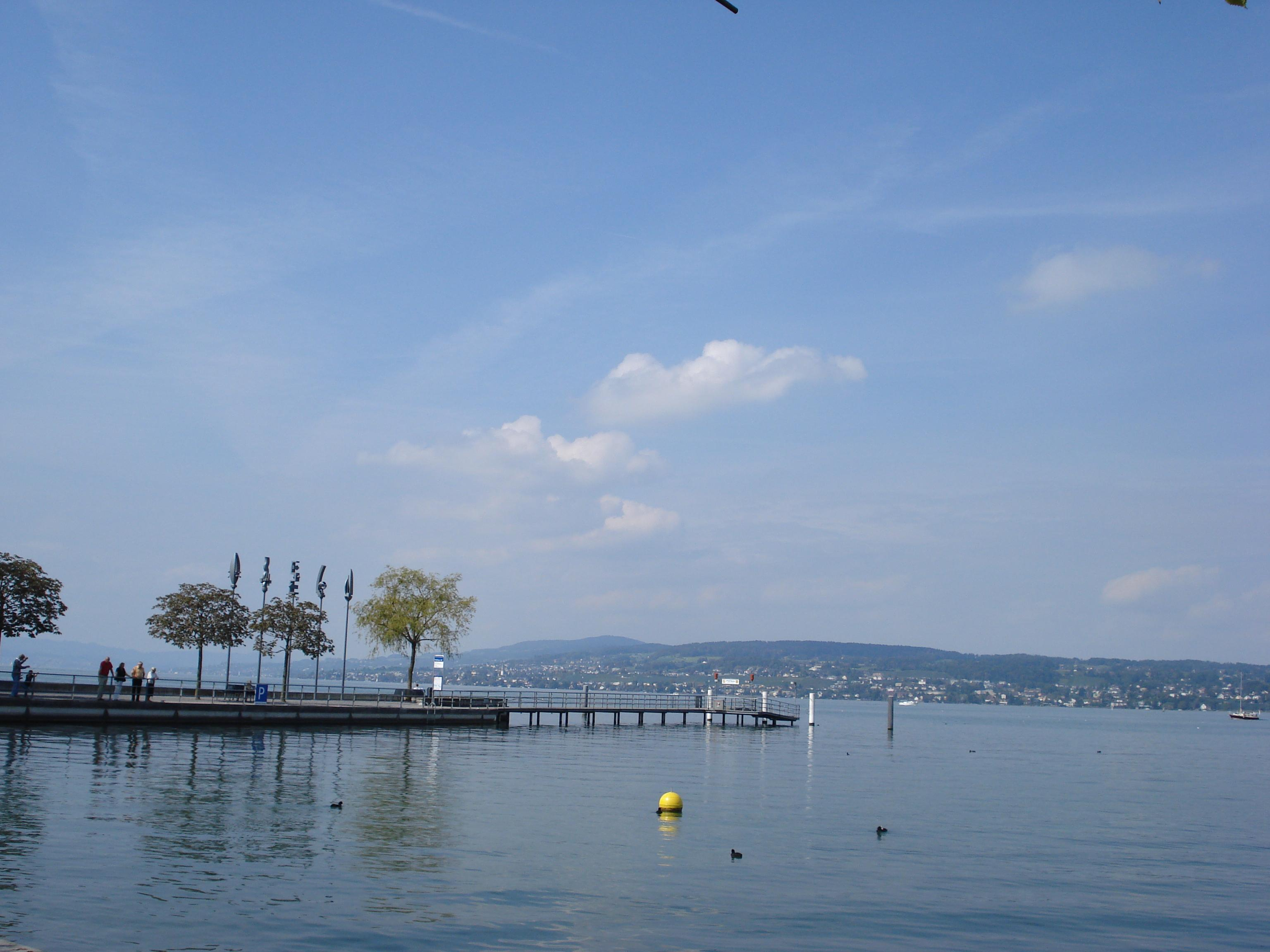
Schifflände am Zürichsee

Der Verkehrsknotenpunkt Pfäffikon liegt an der Bahnlinie Zürich–Chur und wird von fünf S-Bahn-Linien des Zürcher Verkehrsverbundes erschlossen. Die Regioexpress Zürich-Chur, die ebenfalls anhalten, bieten Anschluss an die Strecke St. Gallen–Goldau–Luzern der Südostbahn. Von Pfäffikon aus erschliessen drei Postauto-Linien Samstagern, Reichenburg und Schindellegi-Feusisberg. Innerhalb des Dorfs stehen den Reisenden zwei Buslinien zur Verfügung sowie eine Linie in Richtung Bäch.
Die Autobahn A3 Basel–Sargans sowie die Hauptstrassen Richtung Rapperswil, Zürich, Schwyz und Chur erschliessen Pfäffikon für den Individualverkehr.
Über den Zürichsee verkehren von Pfäffikon aus Kursschiffe der Zürichsee-Schiffahrtsgesellschaft.

### Schulen
Pfäffikon besitzt acht Kindergärten und drei Primarschulen; Brüel, Felsenburgmatte und Steg. Nachdem die Kinder die Primarschule erfolgreich bestanden haben, besuchen sie die Sekundarstufe I an der Mittelpunktschule Weid.
In Pfäffikon befindet sich einer der beiden Standorte der Kantonsschule Ausserschwyz
(ehemalige Kantonsschule Pfäffikon & Nuolen). Gleich neben dem Gymnasium liegt das Berufsbildungszentrum Pfäffikon. Ausserdem hat Pfäffikon eine Fernuniversität.

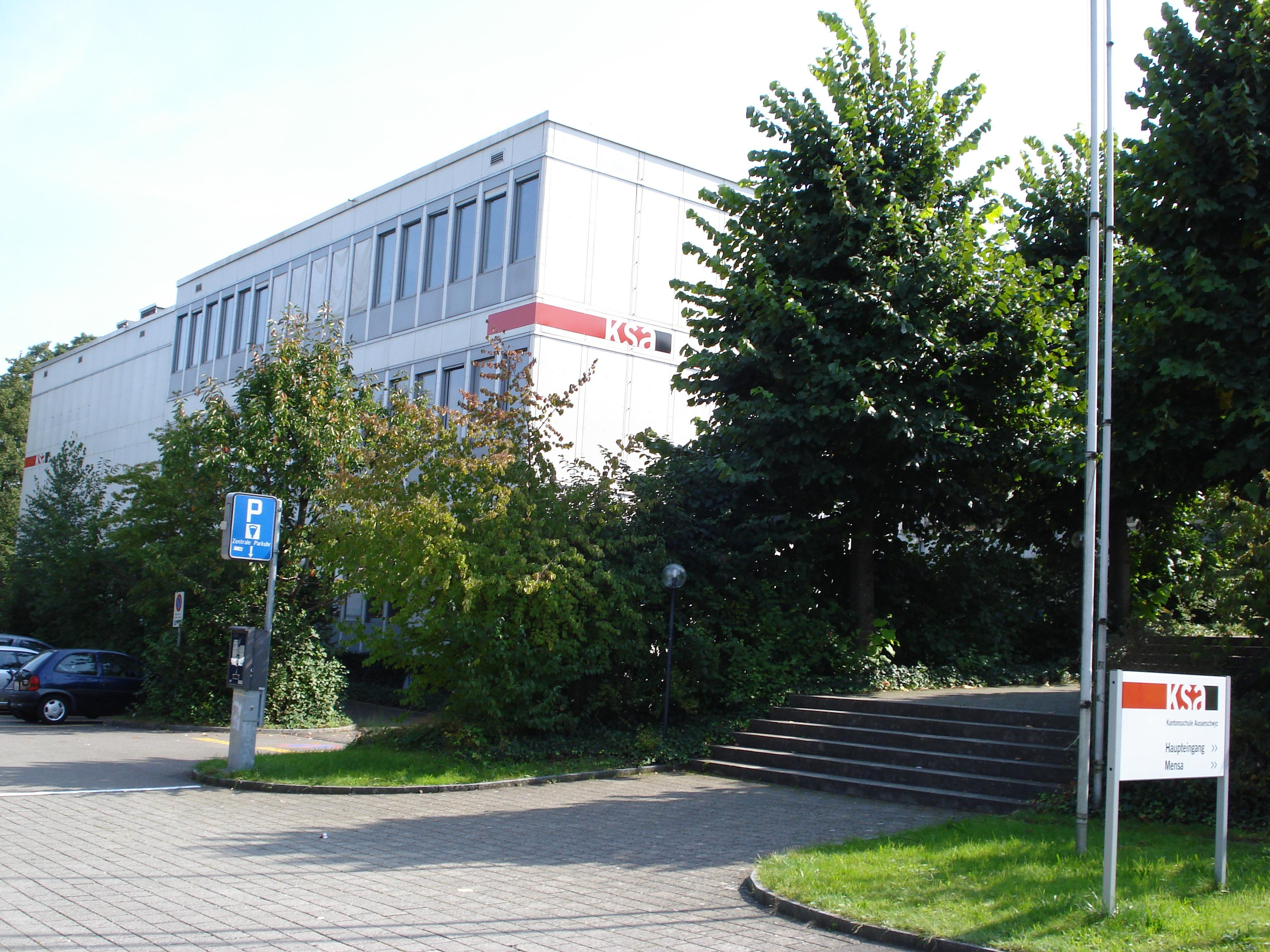
Kantonsschule Ausserschwyz in Pfäffikon
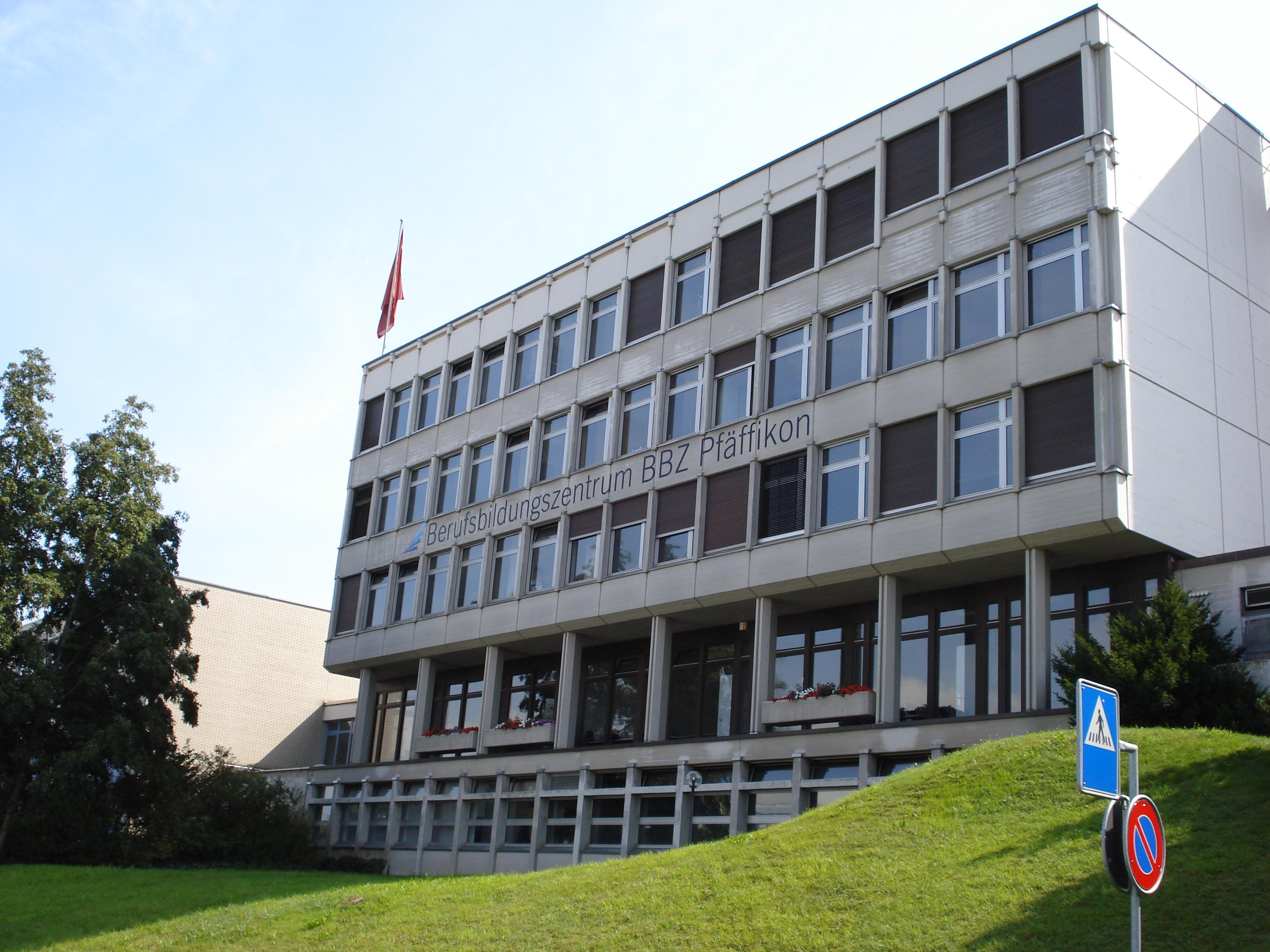
Berufsbildungszentrum Pfäffikon

### Verwaltung

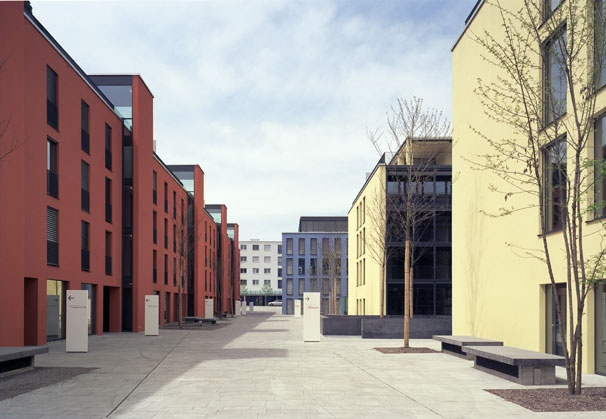
Kantonales Berufsinformationszentrum (links) in Pfäffikon

Die Gemeindeverwaltung befindet sich an zwei Orten im Dorf, das ursprüngliche Gemeindehaus steht am Dorfplatz. Seit einiger Zeit wird zusätzlich das ehemalige Statthalteramtsgebäude des Klosters Einsiedeln im Unterdorf genutzt. Das Höfner Bezirksgebäude steht hingegen in Wollerau. Bezirksversammlungen finden entweder in Pfäffikon oder in Wollerau statt.
In Pfäffikon befinden sich das regionale Zivilstandsamt Ausserschwyz und einige kantonale Einrichtungen, darunter eines der beiden Verkehrsämter, eines der drei kantonalen Berufsinformationszentren sowie eine der vier Stützpunktfeuerwehren des Kantons Schwyz.

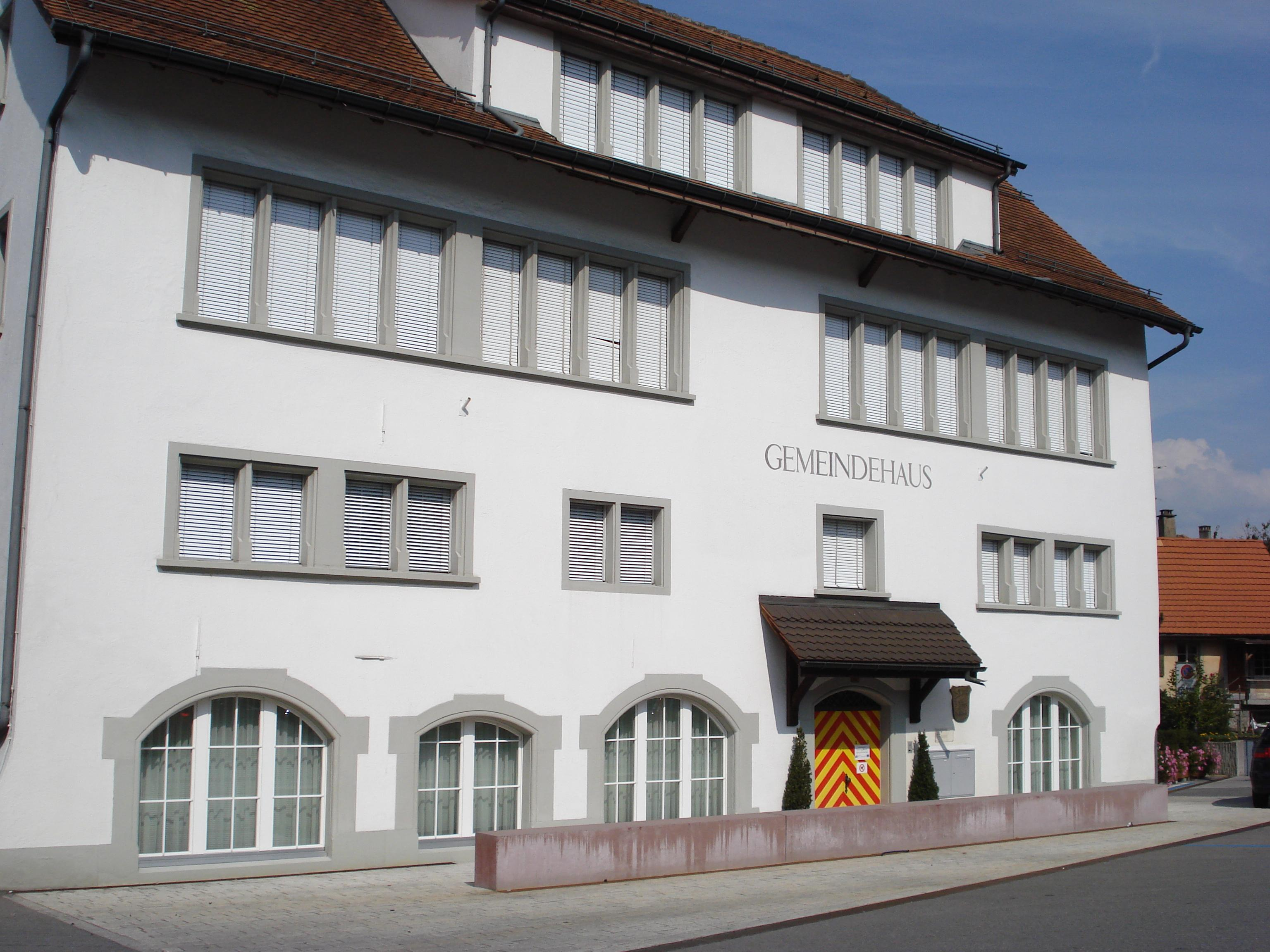
Gemeindehaus Dorf
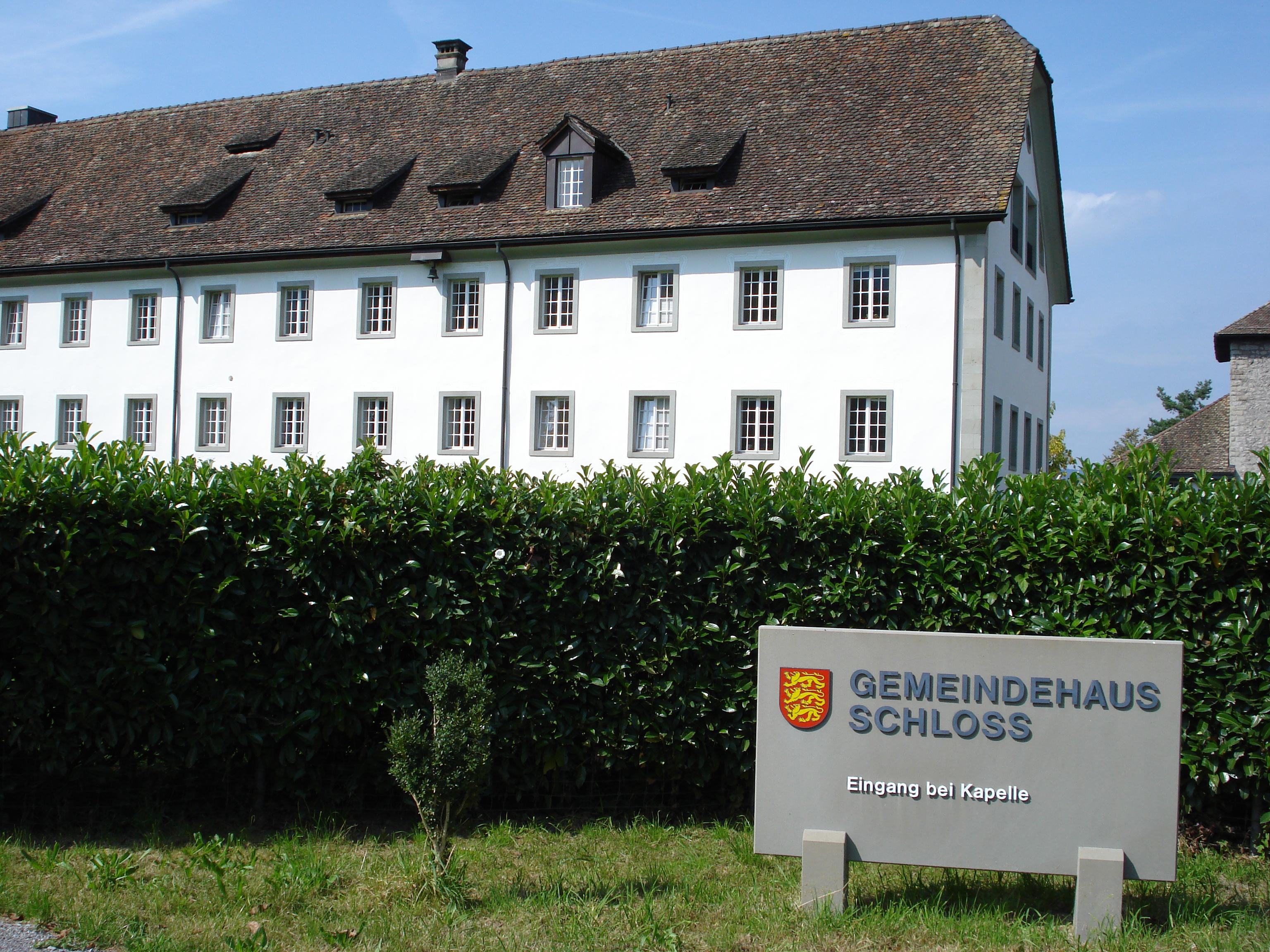
Gemeindehaus Schloss

## Korporation Pfäffikon

### Ursprung
Im 15. Jahrhundert beschlossen einige Bewohner von Pfäffikon, eine Genossenschaft zu gründen. Sie beschäftigte sich mit der Nutzung von Wald und Weiden. Waldungen und offenes Land waren das Genossengut. Aus dem Jahr 1603 stammt die älteste bekannte Satzung der «Genossame Pfäffikon», aus der die Korporation Pfäffikon hervorging. Damals lebten die meisten Bewohner der Region von der Landwirtschaft. Die Mitgliedschaft in der Genossenschaft wirkte sich unmittelbar auf ihre Einkommenssituation aus. Im Gegensatz zu heute war es früher möglich, sich ins «Dorfrecht» einzukaufen.
1895 begann die Korporation Quellen zu fassen und dem Dorf Pfäffikon Trinkwasser zur Verfügung zu stellen.
Schon immer war die Korporation Pfäffikon die Gemeinschaft einiger Familien. Zu Beginn des 19. Jahrhunderts waren es noch elf Geschlechter, die «dorfgenössig», also Mitglied der Korporation waren. Von diesen starben aber vier aus: Beul, Meyenberg, Kengelbacher und Wyder. Die Geschlechter Feusi, Gresch, Hiestand, Jäger, Steiner, Walder und Wild sind bis heute Mitglieder der Korporation Pfäffikon.

### Gegenwart
Die Korporation Pfäffikon ist heute eine Körperschaft des kantonalen öffentlichen Rechts, die wirtschaftliche Ziele verfolgt. Nach wie vor betreut sie die drei Bereiche Wald, Land und Wasser in Pfäffikon. Noch heute gehören die meisten Wälder am Etzel sowie die meisten Grundstücke der Korporation und nicht der Gemeinde. Das Wasserwerk der Korporation Pfäffikon versorgt heute die Dörfer Pfäffikon, Hurden und Freienbach.
Die Korporation Pfäffikon ist sozusagen das Gegenstück zur Gemeinde Freienbach, da sie viele Aufgaben erledigt, die andernorts von der Gemeindeverwaltung ausgeführt werden. An der jährlichen Versammlung, am ersten Maisonntag, bestimmen die Korporationsbürger über die Geschäfte der Korporation.

## Religion
In der politischen Gemeinde leben 57 % Katholiken, 21 % evangelisch Reformierte und 22 % gehören anderen Religionsgemeinschaften oder keiner Religionsgemeinschaft an.

### Römisch-katholische Gemeinde
Einst war die Insel Ufnau mit der Kirche St. Peter und Paul das kirchliche Zentrum der umliegenden Dörfer am Zürichsee. Der Gottesdienstbesuch war nur per Schiff möglich. Die Bevölkerungsentwicklung der Region sowie schwere Unglücksfälle auf dem Zürichsee – einmal sollen im Sturm in den Fluten 50 Kirchgänger ums Leben gekommen sein – führten 1308 zur Gründung einer eigenständigen Pfarrei in Freienbach. Mit dem Bau der neuen Pfarrkirche in Pfäffikon 1965 erhielt die Gemeinde Freienbach ein zweites kirchliches Zentrum. Zur heutigen Pfarrei Pfäffikon gehören Pfäffikon, das Dorf Hurden und die Insel Ufnau; Wilen und Bäch gehören zur Pfarrei Freienbach.

### Kirchliche Bauten

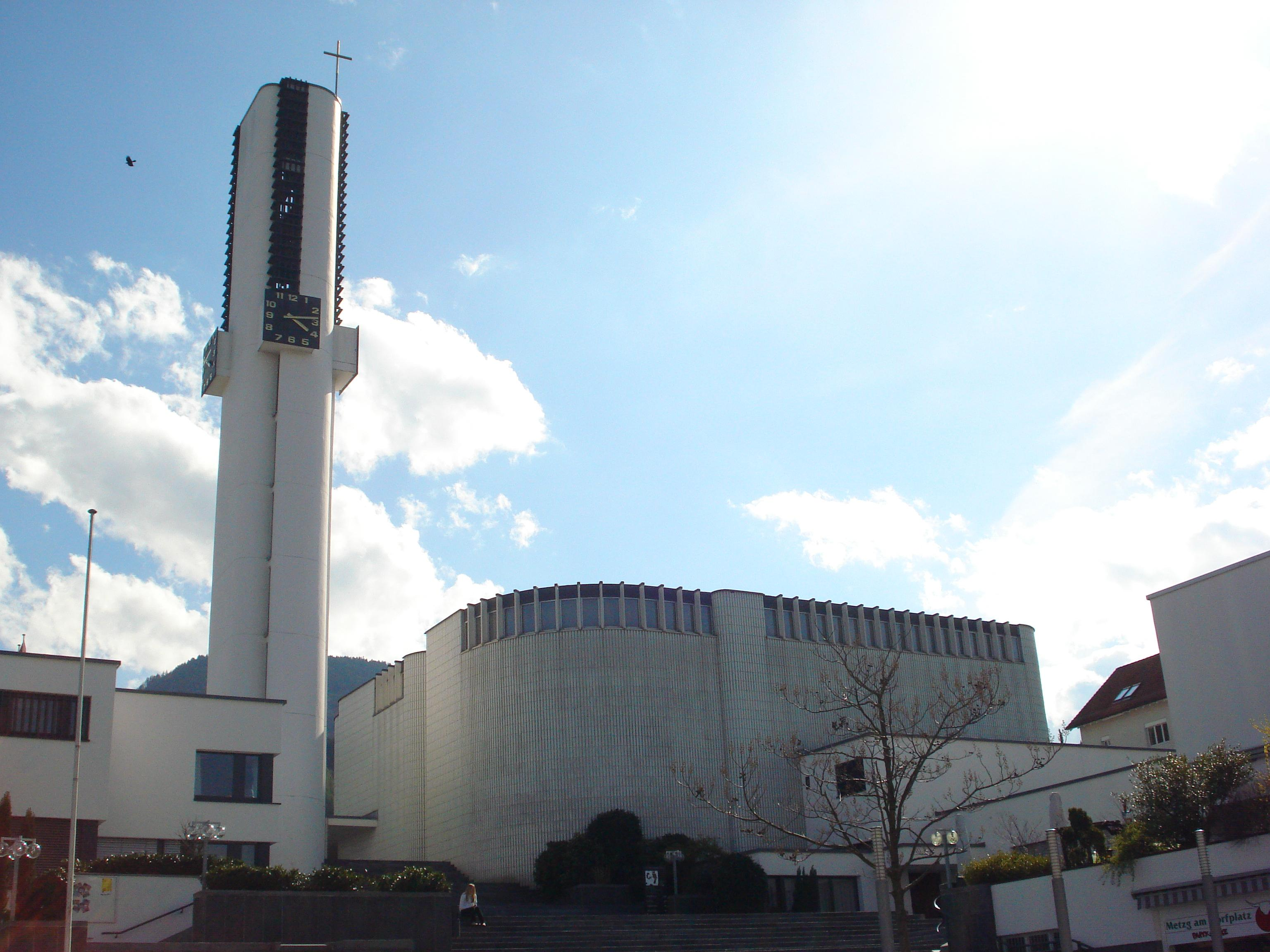
Pfarrkirche Pfäffikon

Römisch-katholische Pfarrei Pfäffikon
- Martinskapelle auf der Ufnau (9./10. Jh.)
- St. Anna-Kapelle in Pfäffikon (1132, abgerissen wegen neuer Kirche)
- Kirche St. Peter und Paul auf der Ufnau (1141)
- Kapelle zu Ehren der heiligsten Dreieinigkeit in Hurden (1497)
- Schlosskapelle in Pfäffikon (1566)
- Drei-Eidgenossenkapelle in Pfäffikon (1594)
- Pfarrkirche St. Meinrad in Pfäffikon (1965)

Evangelisch-reformierte Kirchengemeinde Höfe
- Evangelisch-reformiertes Kirchgemeindehaus in Pfäffikon (1967)

## Brauchtum

### Fasnacht
Am 6. Januar beginnt die Fasnacht mit der Höfner Narrenfahrt. Örtliche Umzüge, Maskenbälle und Kostümprämierungen folgen. Zudem findet jährlich ein Bezirksumzug statt, abwechslungsweise in den drei Höfner Gemeinden. Der Narrenbaum mit allen Bezirksmasken wird jeweils im Umzugsort in der entsprechenden Ortschaft aufgestellt.

### Räbeliechtli
Jedes Jahr organisiert die Dorfgemeinschaft Pfäffikon einen Räbeliechtliumzug. Er findet jeweils am ersten Freitag im November statt. Alle Kinder der Primarschule Pfäffikon machen mit. Ab der vierten Klasse kann man sich zusätzlich bewerten lassen und etwas gewinnen.

## Freizeit und Sehenswürdigkeiten

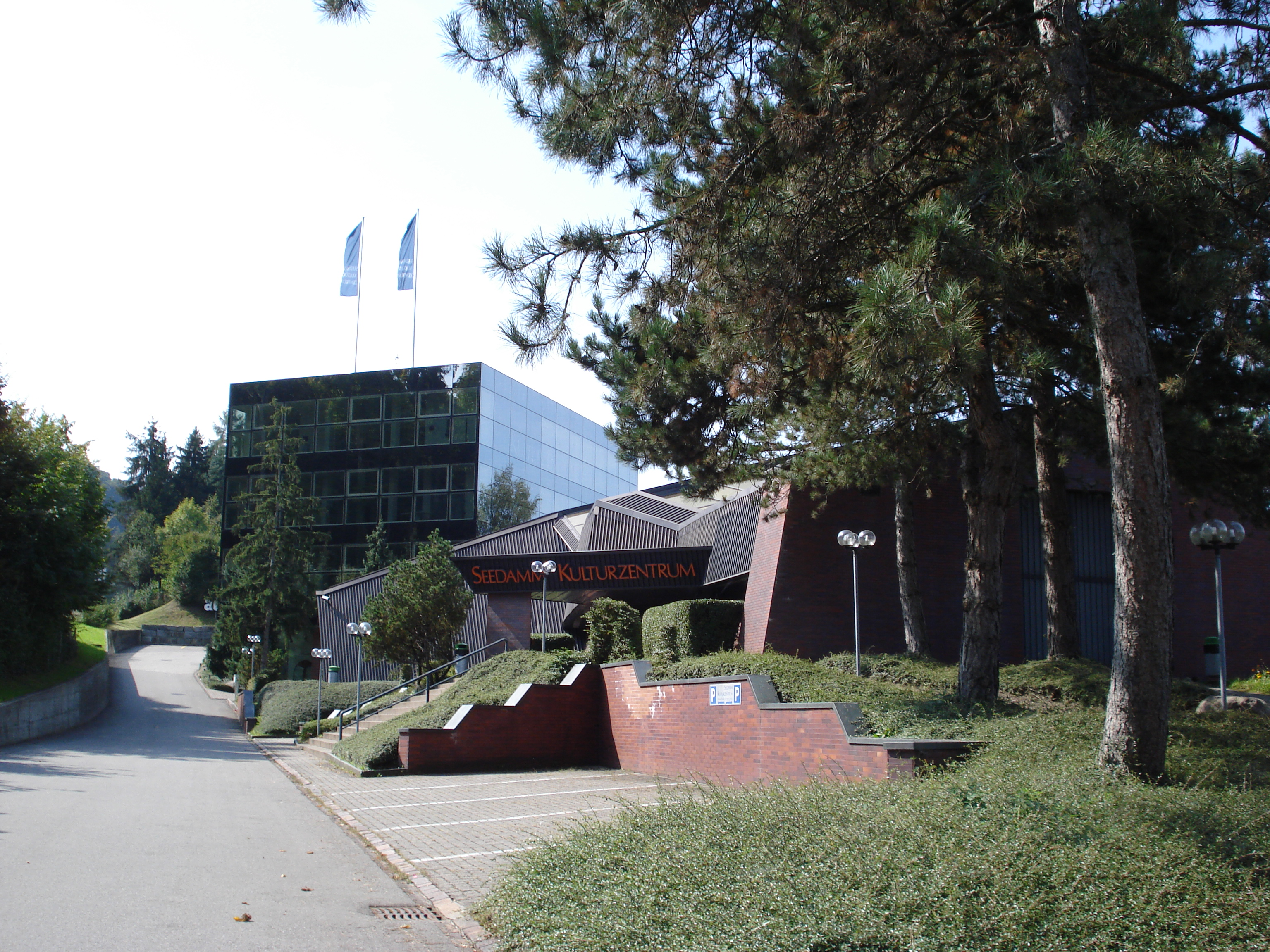
Vögele Kultur Zentrum

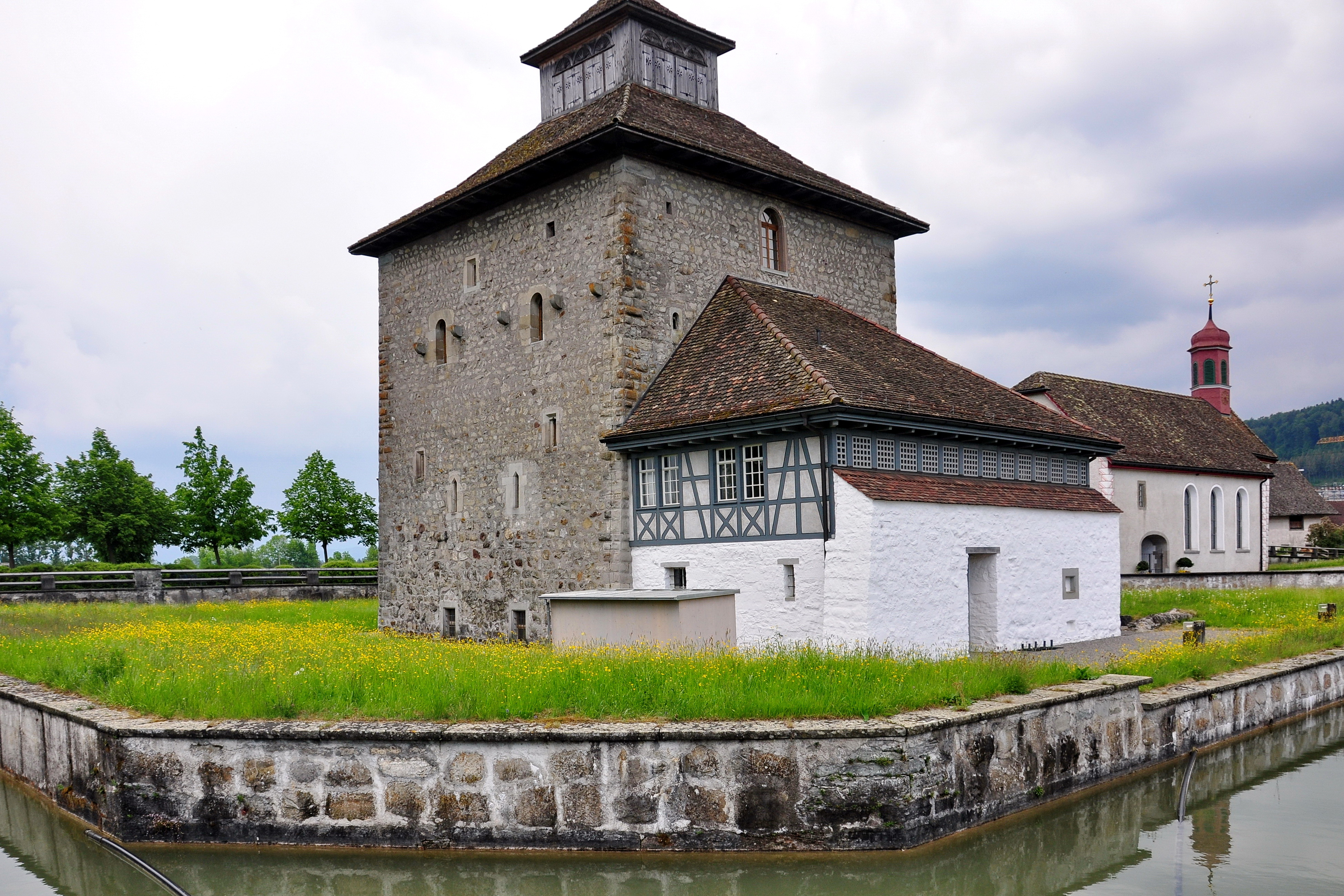
Schlossturm

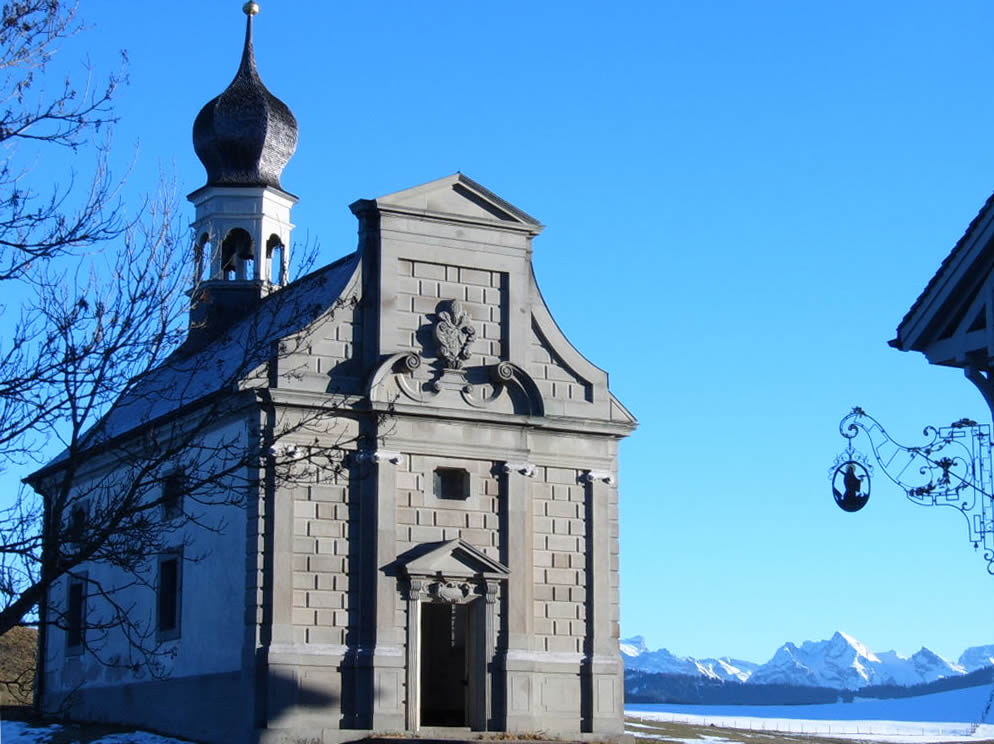
Meinradskapelle auf dem Etzel-Pass

Die meisten der Pfäffiker Sehenswürdigkeiten und Attraktionen sind nahe den Einfallstrassen gelegen und somit gut erreichbar. Von Süden her kommend direkt an der Autobahn liegt das Einkaufszentrum Seedamm-Center. Direkt dahinter ist das Alpamare, das grösste gedeckte Schwimmbad Europas. Dazwischen steht das Vögele Kultur Zentrum, vormals Seedamm-Kulturzentrum, das 1976 vom Unternehmer Charles Vögele gegründet wurde.
Von Osten her, aus Rapperswil kommend, sieht man links die Holzbrücke nach Hurden, ein Bestandteil des Wanderwegs nach Pfäffikon. Sie wird im Sommer und an Wochenenden von vielen Einheimischen und Touristen benutzt. Auf der rechten Seite Richtung Pfäffikon liegen die Inseln Ufnau und Lützelau, die zum Gemeindegebiet von Freienbach gehören. Zwischen der Bahnlinie und dem See liegt der Frauenwinkel, der zusammen mit den beiden vorher genannten Inseln ein Naturschutzgebiet bildet. Seine Erhaltung wird von der Schweizerischen Eidgenossenschaft finanziell unterstützt. Eingangs Pfäffikon liegt rechts das Seedamm Plaza mit dem Casino Zürichsee.
Der Schlossturm im Herzen Pfäffikons wurde in der Mitte des 13. Jahrhunderts im Auftrag von Abt Anselm von Schwanden erbaut. Er diente der Abwehr feindlicher Angriffe und zum Schutz der Einkünfte aus den Klosterländereien.
Pfäffikon liegt am Fusse des Etzel. Über den 1096 Meter hohen Berg führt eine Passstrasse. An dieser Strasse steht der Meinradsbrunnen. Auf der Passhöhe ist die St. Meinradskapelle zu finden, die nach dem heiligen Meinrad von Einsiedeln benannt ist.